# Historia Polski (1795–1831)

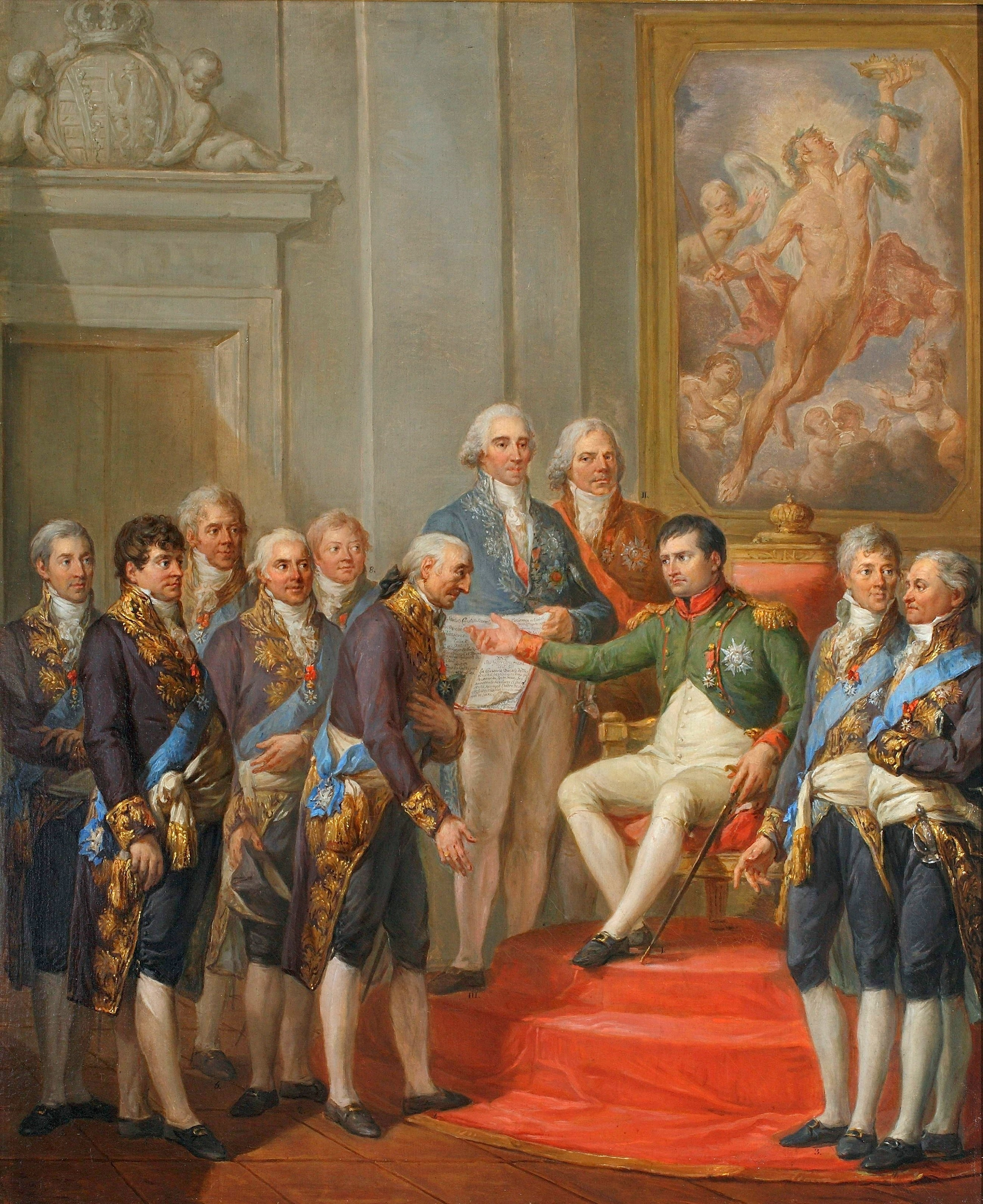
Marcello Bacciarelli, Nadanie Konstytucji Księstwu Warszawskiemu przez Napoleona, 1809–1811

Historia Polski (1795–1831) – historia Polski od III rozbioru Polski (1795) i abdykacji Stanisława Augusta Poniatowskiego do upadku powstania listopadowego (1831), w wyniku którego Królestwo Polskie utraciło autonomię.
W tym okresie dziejów Polski pod zaborami miały miejsce m.in. powstanie Legionów Polskich we Włoszech, utworzenie Księstwa Warszawskiego, utworzenie Królestwa Polskiego, działalność pierwszych organizacji konspiracyjnych oraz wybuch powstania listopadowego, a w jego rezultacie utworzenie się Wielkiej Emigracji i działania konspiracyjnego.

## Upadek Rzeczypospolitej
Do upadku Rzeczypospolitej przyczyniła się klęska powstania pod wodzą Tadeusza Kościuszki oraz III rozbiór Polski. Klęska insurekcji kościuszkowskiej została przypieczętowana po porażce wojsk powstańczych pod Maciejowicami 10 października 1794 roku. Mimo starań ostatniego króla polskiego Stanisława Augusta Poniatowskiego doszło do kolejnego podziału ziem polskich pomiędzy Rosję, Prusy oraz Austrię.
Sam król potwierdził upadek państwa, wyjeżdżając z Warszawy do Grodna oraz abdykując na rozkaz carycy Katarzyny II. Polska została wymazana z mapy Europy. Zaborcy, czyli nowi zarządcy ziem polskich, starali się za wszelką cenę zatrzeć ślady istnienia państwa polskiego między innymi poprzez wywiezienie cennych skarbów z Zamku Królewskiego w Warszawie oraz zamienienie Zamku Wawelskiego w koszary po odniesionej przez Polaków klęsce szczekocińskiej. Początkowo zaborcy nie mieli spójnej koncepcji podziału państwa polskiego. Prusy chciały Krakowa i Sandomierza, na co nie chciały zgodzić się inne państwa zaborcze. Ostatecznie spory rozwiązała konwencja zawarta w Petersburgu 26 stycznia 1797 roku. III rozbiór Polski zaborcy tłumaczyli potrzebą zduszenia niebezpiecznej polskiej rewolty. Podkreślał to Mikołaj Repnin w swoim manifeście z dnia 28 grudnia 1794 roku:
Chytrość tych wyrodków, którzy odważyli się powstać przeciw bezpieczeństwu i spokojności ojczyzny swojej, dopuścili się wszelkich tyrańskich postępków i podnieść broń przeciwko wojsku rosyjskiemu, przymusiła Najmiłościwszą Imperatorową przeciw woli jej dobyć miecza dla chronienia granic swojej Imperii i na uśmierzenie buntu w przyległych jej krajach.

### Losy Polaków po upadku państwa polskiego
Polacy, wśród nich ludzie związani z powstaniem, musieli opuścić kraj bądź zostali aresztowani. Główne ośrodki emigracji popowstaniowej to Szwecja, Turcja, Włochy oraz Francja. Przywódcy powstania (Tadeusz Kościuszko, Julian Ursyn Niemcewicz, Ignacy Potocki, Ignacy Wyssogota Zakrzewski, Andrzej Kapostas, Jan Kiliński i Stanisław Fiszer) trafili do twierdzy Pietropawłowskiej w Petersburgu. Żołnierze powstańczy zostali wcieleni do wojska rosyjskiego. Wielu z nich trafiło też na Syberię (np. Ignacy Józef Działyński) lub Kamczatkę (np. Ignacy Kopeć). Hugo Kołłątaj i Józef Zajączek zostali osadzeni przez Austriaków w twierdzy w Ołomuńcu. Więzieni byli także Stanisław Małachowski, generał Antoni Józef Madaliński oraz Józef Niemojewski. Na wolności został Jan Henryk Dąbrowski próbujący przekonać Fryderyka Wilhelma II do utworzenia państwa polsko-pruskiego z członkiem dynastii Hohenzollern na czele. Wskutek niepowodzenia tych rozmów dołączył do polskiej emigracji w Paryżu. Z kolei bratanek ostatniego króla Polski Józef Poniatowski został w Warszawie, gdzie zamieszkał w Pałacu pod Blachą, prowadząc hulaszcze życie. Na emigracji w Paryżu przebywali Józef Wybicki, Franciszek Barss, Józef Wielhorski oraz Józef Sułkowski, adiutant Napoleona. We Włoszech byli Michał Ogiński, Stanisław Mokronowski i Franciszek Ksawery Dmochowski. Polacy utworzyli dwa ośrodki emigracyjne: Agencję i Deputację. Agencja z Wybickim i Barsem na czele dążyła do uzyskania pomocy w sprawie polskiej od państw europejskich. Deputacja zmierzała do wybuchu powstania, a wraz z nim rewolucji społecznej.

### Polityka zaborców wobec podbitych ziem polskich
W Polsce zaborcy starali się uzasadnić swoje prawo do ziem polskich poprzez akty hołdownicze składane przez ludność polską, często nieświadomą swoich czynów. Upadek Polski przyczynił się do zachwiania równowagi europejskiej, a zaangażowanie monarchów środkowoeuropejskich w Polsce pozwoliło osiągnąć Francji duże sukcesy, potwierdzone pokojem w Bazylei w 1795 roku. Granice dzielące Rzeczpospolitą zostały wytoczone na zasadzie wykreślenia linii na mapie. Upadł ukształtowany za czasów Kazimierza Wielkiego rynek wewnętrzny oparty na odwiecznych szlakach handlowych. Mocarstwa traktowały ziemie polskie jak kolonie. Nowe władze konfiskowały i zabierały majątki wielu Polakom i osadzały na nich swoich rodaków (np. Fryderyk Wilhelm II na ziemiach polskich chciał utworzyć silną warstwę junkierstwa w celu opanowania nowo zdobytych ziem). Zostały wprowadzone nowe systemy administracyjne i zmiany w nazewnictwie poszczególnych ziem: prowincje zabrane przez Rosję zostały nazwane Ziemiami Zachodnimi, Austria nazwała swoją zdobycz Królestwem Galicji i Lodomerii oraz Galicją Zachodnią (ziemie wcielone w 1795 roku). Prusy z ziem polskich utworzyły Prusy Wschodnie, w skład których weszła Warmia, Prusy Zachodnie z Gdańskiem jako stolicą oraz Prusy Południowe ze Poznaniem stolicą w Poznaniu. Warszawa stała się miastem prowincjonalnym. ziemia siewierska została wcielona bezpośrednio do Śląska. W skład nowej administracji wchodzili ludzie dążący do uzyskania jak największych korzyści z możliwości zarządu nowo podbitych ziem. Szlachta polska utraciła swoje prawa polityczne. Polacy, którzy podjęli współpracę z zaborcami, zostali skazani na pogardę. Ludzie związani z targowicą nie wyciągnęli szczególnych korzyści z rozbiorów. Zniknęli oni ze sceny politycznej (m.in. Szczęsny Potocki, Seweryn Rzewuski, Franciszek Ksawery Branicki, Adam Poniński).

### Sytuacja Kościoła po III rozbiorze Polski
Ziemie polskie po upadku Rzeczypospolitej przeszły pod panowanie państw, w których panował inny status wyznaniowy. W Cesarstwie Rosyjskim wyznaniem panującym było prawosławie. Katolicyzm miał miano wyznania tolerowanego, podobnie jak w Królestwie Pruskim, gdzie głównym wyznaniem był protestantyzm. Jedynie w cesarstwie austriackim katolicyzm miał status wyznania panującego, mimo tego duchowieństwo polskie nie zyskało dzięki temu żadnych korzyści. Carat realizował politykę podporządkowania kościoła rzymskokatolickiego bezpośrednio swojej władzy, czemu miała służyć nominacja biskupa Stanisława Bohusza-Siestrzeńcewicza na metropolitę kościoła rzymskokatolickiego na terenie Rosji. Kontroli w zaborze rosyjskim zaczął podlegać kościół unicki, utworzony na mocy unii brzeskiej z 1596 roku jako alternatywa dla prawosławia na wschodnich obszarach wielonarodowej Rzeczypospolitej. Nie pomógł nic opór metropolity greckokatolickiego Jazona Smogorzewskiego, bowiem Rosja dążyła do nawrócenia unitów na prawosławie. W zaborze pruskim, mimo że obowiązywała swoboda wyznania, Kościół katolicki został poddany kontroli, a kontakty z Rzymem były możliwe jedynie przy pomocy dyplomacji pruskiej. Wśród otoczenia króla pruskiego Fryderyka Wilhelma II istniały plany przeniesienia obrazu Królowej Korony Polskiej z Częstochowy do Krakowa. W Austrii postąpiono inaczej: ograniczono swobodę polityczną Kościoła oraz wszelkie kontakty z Rzymem. Dokumenty i bulle wydawane przez papieża musiały zostać potwierdzone przez władze państwowe. Cesarz Józef II w ramach swoich reform zlikwidował wiele klasztorów oraz ograniczył dochody Kościoła. Wprowadzano też mniejsze, ale istotne zmiany (np. zmieniono werset litanii loretańskiej Królowo Korony Polskiej módl się za nami na Królowo Galicji i Lodomerii módl się za nami).

### Pierwsze spiski konspiracyjne w kraju
Po III rozbiorze Polski, a nawet już zaraz po upadku insurekcji kościuszkowskiej, utworzyły się organizacje o charakterze konspiracyjnym zmierzające do wybuchu powstania i utworzenia republiki opartej na zasadach demokratycznych. Już w 1793 roku w Galicji twórcy projektu Charty Leopoldina wysuwali pomysł rozwiązania sprawy polskiej poprzez powołanie Habsburga na tron polski. Plany te nie zostały zrealizowane wobec upadku insurekcji. 6 stycznia 1796 roku wraz z opuszczeniem przez wojska pruskie Krakowa została tam zawiązana konfederacja. Jej program opierał się na walce zbrojnej w przymierzu z Francją i Turcją przeciwko Austrii. Wodzem nowego powstania miał zostać Karol Kniaziewicz. W tym celu utworzono Zgromadzenie Centralne z siedzibą we Lwowie, na czele którego stanął Pius Raciborski. Centralizacja nawiązała kontakty z emigracyjną Deputacją i zakonspirowanymi organizacjami w pozostałych zaborach. W Wielkopolsce swoją działalność prowadził Erazm Mycielski, w Warszawie i Wilnie ksiądz Faustyn Ciecierski. Jedyną siłą zbrojną organizacji był oddział Joachima Deniski, posiadający mgliste poparcie ze strony Francji oraz Turcji. Denisce pomagał Ksawery Dąbrowski o pseudonimie „Powała”, który wkrótce przeszedł na stronę rosyjską. W marcu 1797 roku został ogłoszony Akt powstania narodowego. Emisariusze Deniski propagowali hasło Kto kocha ojczyznę, niech idzie na Wołoszczyznę. Ambitne plany Deniski pokrzyżował pokój w Leoben. Mimo tego podjął on walkę zbrojną, ponosząc klęskę 30 czerwca 1797 roku pod Dobronowcami. Klęska spowodowała upadek ruchu. Centralizacja przestała istnieć. Zamiary organizacji lwowskiej kontynuował na Podlasiu Franciszek Gorzkowski, prowadząc agitacje wśród chłopstwa. W swoich broszurach udowadniał mu przewagę nad szlachtą i władzą zaborcy. Dążył do utworzenia wojska składającego się z dawnych powstańców i chłopów. Plany te wobec aresztowań nie zostały zrealizowane.
Wybuch powstania planowano również na Pomorzu w Gdańsku, zakładając związek pod wodzą Bartholdiego jako protest ludności przeciwko rządom pruskim w mieście, które powodowały złe nastroje. Warszawa nie została objęta aresztowaniami. Działali tam Erazm Mycielski, Alojzy Orchowski, Antoni Kriegier i inni. W 1798 roku zostało tam utworzone Towarzystwo Republikanów Polskich, zmierzające do odbudowania Polski z ustrojem opartym na ustroju Stanów Zjednoczonych i Francji. Organizacja nie dążyła do szybkiego wybuchu powstania, a z czasem, od 1801 roku, przestała odgrywać poważniejszą rolę polityczną.

## Polskie organizacje wojskowe na obczyźnie w latach 1797–1807
- Legiony Polskie we Włoszech (1797–1807)
- Legia Naddunajska (1799–1802)
- Legia Nadwiślańska (1808–1814)
- Legia Polsko-Włoska (1807–1808)
- Legie Księstwa Warszawskiego (1806/1807–1809)
- Legie Północne (1806–1808)

## Księstwo Warszawskie
W Tylży w roku 1807 podpisano pokój między Francją a Rosją i Prusami. Na mocy tego pokoju zostało utworzone Księstwo Warszawskie. 22 lipca 1807 roku Napoleon ogłosił Konstytucję. Księstwo stało się monarchią konstytucyjną z królem saskim Fryderykiem Augustem I na tronie. Księstwo liczyło 104 tysiące kilometrów kwadratowych, zamieszkiwane było przez 2,6 miliona ludzi. Władcy przysługiwały następujące uprawnienia: władza wykonawcza, inicjatywa ustawodawcza, powoływał rząd, ustanawiał i odwoływał funkcjonariuszy administracji państwowej, mianował senatorów. Władzę ustawodawczą sprawował dwuizbowy parlament. W skład senatu wchodzili biskupi, wojewodowie i kasztelani, początkowo w liczbie sześciu, a od 1809 roku dziesięciu. Izbę poselską tworzyło 60 posłów, po 1809 roku 100, wybieranych na sejmikach szlacheckich oraz 40 deputowanych, po 1809 – 66. Poddaństwo chłopów znosiła konstytucja głosząca równość wobec prawa. Udział w zgromadzeniach gminnych był ograniczony cenzusem majątkowym, jednak mogły się w nim znaleźć osoby zasłużone dla kraju. Na równych prawach w parlamencie zasiadali szlachta i mieszczanie. Na mocy konstytucji został wprowadzony zmodyfikowany Kodeks Napoleona. Oddzielono sądy cywilne od karnych oraz utworzono Sąd Apelacyjny w Warszawie. Ustanowiono równość wszystkich wobec prawa. Wszelkie urzędy mogli sprawować jedynie polscy obywatele, wszystkie dokumenty spisywano w języku polskim. Obszar księstwa został powiększony w roku 1809 po podpisaniu pokoju w Schönbrunnie. Na jego mocy do księstwa przyłączono ziemie III zaboru austriackiego i okręg zamojski. Wspólną własnością księstwa i Austrii miała być kopalnia soli w Wieliczce. Armia księstwa liczyła 100 tysięcy żołnierzy, jednak w kampanii rosyjskiej zginęło 70 tysięcy żołnierzy armii Księstwa. Po klęsce Napoleona pod Lipskiem w 1813 roku i pod Waterloo w 1815 roku Księstwo zniknęło z mapy Europy.

## Sprawa polska na kongresie wiedeńskim
Prusy i Rosja zawarły 3 maja 1815 roku traktat specjalny, który głosił m.in., że Polacy, poddani obu stron kontrahujących, otrzymają instytucje, zapewniające zachowanie ich narodowości podług form ustroju politycznego, jaki im nadać każdy z rządów uzna za stosowne.
Większość ziem byłego Księstwa Warszawskiego zgodnie z decyzją kongresu wiedeńskiego otrzymała Rosja.
Prusy otrzymały część Wielkopolski, na obszarze której powstało Wielkie Księstwo Poznańskie o powierzchni 29 tysięcy kilometrów kwadratowych. W Wolnym Mieście Krakowie (powierzchnia 1164 kilometrów kwadratowych) władzę sprawowali trzej zaborcy.
Utworzone przez nich Królestwo Polskie nazywane jest potocznie „Kongresówką”. Obszar Kongresówki wynosił 127 tysięcy kilometrów kwadratowych. Car Aleksander I nadał jej konstytucję, pomijając przy tym parlament. Królestwo było związane z Rosją unią personalną, posiadało wojsko, administrację, prawo oraz własny system monetarny i oświatowy. Król (car) był nietykalny, kontrolował władzę wykonawczą, podlegała mu armia. Car mianował też namiestnika, który zastępował go w czasie nieobecności. Również do cara należała inicjatywa ustawodawcza, tylko on mógł zgłaszać projekty nowych praw na forum parlamentu. Miał prawo wydawania dekretów z pominięciem parlamentu, prawo weta wobec uchwał sejmowych i prawo zwoływania i rozwiązywania parlamentu. Organem władzy wykonawczej była Rada Stanu, w skład której wchodziło Zgromadzenie Ogólne Rady Stanu i Rada Administracyjna. Rada Administracyjna, składająca się z ministrów, była organem doradczym króla i namiestnika. O ograniczonej niezależności Królestwa świadczył fakt braku komisji spraw zagranicznych, gdyż dyplomacja należała do cara. W skład Zgromadzenia Ogólnego Rady Stanu wchodzili członkowie Rady Administracyjnej oraz radcy stanu i referendarze. Sejm składał się z króla, senatu i izby poselskiej. W senacie, który składał się z 64 senatorów, zasiadali biskupi, wojewodowie i kasztelani. W skład izby poselskiej wchodzili posłowie, których było 77, i deputowani (51). Kadencja senatorów, posłów i deputowanych trwała 6 lat.

## Powstanie listopadowe
Wybuchło w nocy z 29 na 30 listopada 1830 roku. Pierwszym dyktatorem został Józef Chłopicki. Pierwsze potyczki, czyli pod Stoczkiem, Dobrem, Wawrem i Białołęką, udowodniły wysoką wartość bojową powstańców. 25 lutego 1831 roku rozegrała się bitwa pod Grochowem. Oddziały polskie stawiały opór, lecz w wyniku 2-krotnej przewagi wroga musiały się wycofać. Największą klęskę oddziały polskie poniosły pod Ostrołęką na skutek działań Jana Skrzyneckiego. 8 września stolica skapitulowała. W październiku 1831 ostatnie oddziały powstańców przekroczyły granice Prus, gdzie zostały rozbrojone i internowane oraz kapitulowały przed armią rosyjską.